# 罪名
| ウィキペディアには「罪名」という見出しの百科事典記事はありません（タイトルに「罪名」を含むページの一覧/「罪名」で始まるページの一覧）。 代わりにウィクショナリーのページ「罪名」が役に立つかもしれません。 |